# تاورانو
تاورانو (بالإيطالية: Taurano) هي كومونا (بلدية) تقع في مقاطعة أفيلينو التابعة لمنطقة كامبانيا جنوب إيطاليا.
تقع المدينة في وادي لاورو. يحدها Lauro، Monteforte Irpino، موشيانو , باجو ديل فالو دي لاورو وVisciano .

## تاريخ
عُثورَ على بقايا العصر البرونزي في منطقة تاورانو، التي اشتق اسمها من اللاتينية، إما لقب برج الثور أو توريوس العبقري. لقد كان سامنيوم أوبيدوم، دمره الرومان تحت قيادة سولا خلال الحرب الاجتماعية,وأصبح فيما بعد منتجعًا صيفيًا، وتم العثور على فيلتين رومانيتين من هذه الفترة، واحدة في توري والأخرى في سان جيوفاني في بالكو
في العصور الوسطى كان جزءًا من عداء لورو. لجأ القرويون في جميع أنحاء الوادي إلى الجبال أثناء الغزوات البربرية,في ظل الإصلاحات الإدارية في يواكيم مورات (ملك منمملكة نابولي 1808-15)،أصبحت تاورانو وبقية وادي لاورو جزءًا من مقاطعة تيرا دي لافورو.
في القرن التاسع عشر، قدم تاورانو المأوى لقطاع الطرق مثل Fra Diavolo ، والمتآمرين المناهضين لبوربون مثل Father Angelo Peluso,بعد التوحيد، أصبحت تاورانو بلدية مستقلة باستثناء انقطاع قصير.